# Vitaly Sorokin
Vitaly Ivanovici Sorokin (în rusă: Виталий Иванович Сорокин; n. 8 decembrie 1935, Leningrad, RSFS Rusă, URSS – d. 1995) a fost un înotător sovietic specializat în probele de stil liber, medaliat olimpic și deținător de recorduri mondiale. A reprezentat Uniunea Sovietică la două ediții ale Jocurile Olimpice: Melbourne 1956 și Roma 1960.

## Carieră sportivă
Sorokin a fost selecționat în echipa națională a URSS în 1955. La Melbourne 1956, a câștigat medalia de bronz în proba de 4×200 m liber, alături de Vladimir Strujanov, Gennady Nikolaev și Boris Nikitin, cu un timp de 8:34,7. Cu o lună înaintea Jocurilor, echipa sovietică stabilise un record mondial în această probă, cu timpul de 8:24,5.:contentReference[oaicite:5]{index=5}
La Roma 1960, Sorokin a participat din nou în proba de 4×200 m liber, unde echipa sovietică s-a clasat pe locul opt.:contentReference[oaicite:6]{index=6}

## Recorduri și titluri
Între 1956 și 1959, Sorokin a stabilit șase recorduri europene și 18 recorduri naționale în probele de ștafetă liberă.:contentReference[oaicite:7]{index=7}
Pe plan intern, a fost campion al URSS la 100 m liber în 1957 și 1958, campion la ștafeta 4×100 m liber în 1956, la 4×200 m liber în 1959 și la 4×100 m mixt în 1957 și 1958. De asemenea, a obținut opt medalii de argint și șase de bronz la campionatele naționale în diverse probe de stil liber.:contentReference[oaicite:8]{index=8}

## Activitate după retragere
După încheierea carierei sportive, Sorokin a activat ca antrenor de înot în Leningrad (actualul Sankt Petersburg). Printre elevii săi s-a numărat și Galina Prozumenshchikova, campioană olimpică la 200 m bras în 1964.:contentReference[oaicite:9]{index=9}